# فيليبي رينالدو دا سيلفا
فيليبي رينالدو دا سيلفا (بالبرتغالية: Felipe Reinaldo da Silva‏) هو لاعب كرة قدم برازيلي في مركز الهجوم، ولد في 17 أبريل 1978 في Ernestina, Rio Grande do Sul ‏ في البرازيل. لعب مع أتلتيكو غويانيينسي ونادي إيتوانو ونادي باسو فوندو ونادي جوينفيل ونادي غوياس ونادي فيتوريا ونادي فيغورينسي ونادي كاشياس دو سول ونادي ناوتيكو.

## وصلات خارجية
- فيليبي رينالدو دا سيلفا على موقع قاعدة بيانات كرة القدم.إي يو (الإنجليزية)
- فيليبي رينالدو دا سيلفا على موقع Soccerway.com (الإنجليزية)